# Good Karma

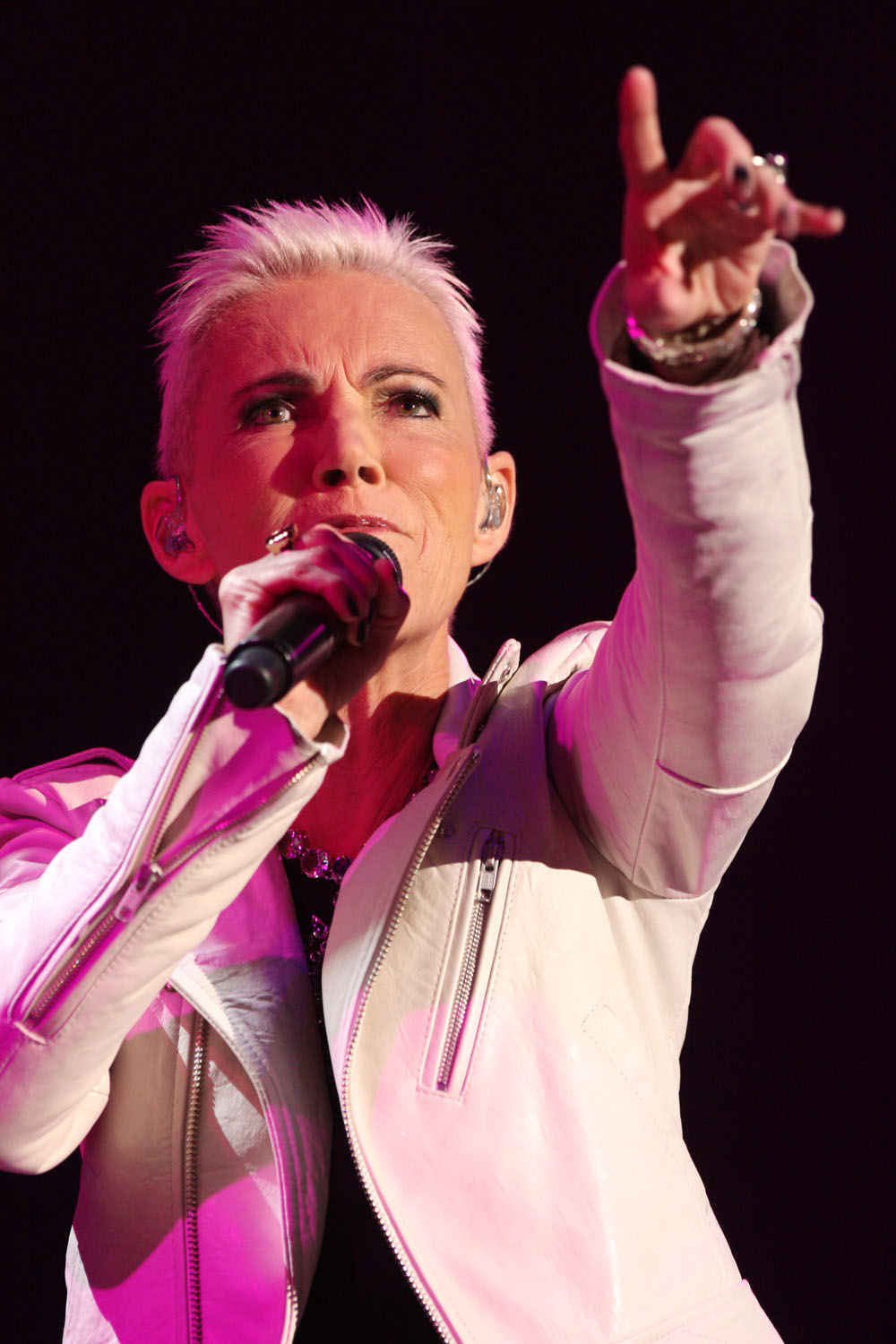
La vocalista Fredriksson se retiró antes de la publicación por motivos de salud.

Good Karma es el décimo y último álbum de estudio del dúo sueco de pop rock; Roxette. Fue publicado en 2016 como el trabajo final del dúo, que pone final a 30 años de trayectoria; desde la publicación de Pearls of Passion que los presentó en 1986.
A la publicación del álbum le continuaba la gira mundial: RoXXXette 30th Anniversary Tour que debía iniciar el 3 de junio pero la misma fue cancelada debido al deterioro de la salud de Marie Fredriksson. La líder y vocalista, que sufrió un tumor cerebral del cual nunca pudo recuperarse, explicó su situación a través de una carta y puso fin a su carrera.

## Realización
A pesar de las siempre notorias guitarras de Per Gessle, el álbum es diferente a los anteriores ya que tiene una muy evidente influencia de la actual electro house, con empleo de caja de ritmos, sampler y sintetizadores.

Para el nuevo disco queríamos combinar nuestro sonido clásico de Roxette con una producción moderna y un poco impredecible, para crear un paisaje sonoro donde desea tanto reconocer nuestro sonido y encontrar algo nuevo.
Per Gessle

## Lista de canciones
| N.º   | Título                            | Duración |  |
| 1.    | «Why Dontcha?»                    | 2:46     |  |
| 2.    | «It Just Happens»                 | 3:46     |  |
| 3.    | «Good Karma»                      | 3:19     |  |
| 4.    | «This One»                        | 3:12     |  |
| 5.    | «You Make It Sound So Simple»     | 3:42     |  |
| 6.    | «From a Distance»                 | 3:31     |  |
| 7.    | «Some Other Summer»               | 3:09     |  |
| 8.    | «Why Don't You Bring Me Flowers?» | 3:32     |  |
| 9.    | «You Can't Do This to Me Anymore» | 3:50     |  |
| 10.   | «20 BPM»                          | 3:48     |  |
| 11.   | «April Clouds»                    | 3:30     |  |
| 38:09 |                                   |          |  |

## Créditos
- Voz: Marie Fredriksson.
- Coros y Guitarra: Per Gessle.
- Letras: Per Gessle, Christoffer Lundquist y Clarence Öfwerman.
- Música: Addeboy vs Cliff, Andreas Broberger, Per Gessle, Hannes Lindgren, Christoffer Lundquist, Clarence Öfwerman y Mats Persson.